# Іртек
Ірте́к (рос. Иртек) — село у складі Ташлинського району Оренбурзької області, Росія.

## Населення
Населення — 223 особи (2010; 269 у 2002).
Національний склад (станом на 2002 рік):
- росіяни — 76 %